# Angeliki Antoniou
Angeliki Antoniou (gr. Αγγελική Αντωνίου; ur. 12 lipca 1956 w Atenach) – urodzona w Grecji reżyserka, scenarzystka, producentka filmowa. Jej film Eduart był oficjalnym greckim kandydatem w 80. edycji nagród Amerykańskiej Akademii Filmowej, w kategorii – najlepszy film nieanglojęzyczny.

## Życiorys
Angeliki Antoniou urodziła się w 1956 r. w Grecji. Studiowała architekturę w Atenach i reżyserię filmową na Deutsche Film- und Fernsehakademie Berlin (DFFB). Pracuje jako reżyser, scenarzysta, operator kamery i producent zarówno w Grecji, jak i w Niemczech. W 2006 r. uczyła reżyserii filmowej na Uniwersytecie Arystotelesa w Salonikach. Jej życie toczy się między Atenami a Berlinem. Jest członkiem Europejskiej Akademii Filmowej (EFA) i Greckiej Akademii Filmowej (EAK). Była także członkiem Hamburg Film Center i jurorem w międzynarodowych festiwalach filmowych.
Reżyserowała filmy fabularne, krótkometrażowe i dokumentalne. Jej filmy były nagradzane na wielu krajowych i międzynarodowych festiwalach filmowych. Film Eduart, którego premiera odbyła się w 2006 r., był oficjalnym greckim kandydatem w 80. edycji nagród Amerykańskiej Akademii Filmowej, w kategorii – najlepszy film nieanglojęzyczny, ale nie otrzymał nominacji.
Jest właścicielem Angeliki Antoniou Filmproduktion, niezależnej firmy produkcyjnej z siedzibą w Berlinie.

## Filmografia
| Rok                                  | Tytuł oryginalny                       | Funkcja                               | Nagrody | Nominacje | Uwagi  |
| ------------------------------------ | -------------------------------------- | ------------------------------------- | --- | --- | ------ |
| Na podstawie Internet Movie Database |                                        |                                       | | |        |
| 1987                                 | Persephone film krótkometrażowy        | reżyser, scenarzysta, operator kamery | - 1987: Drama Short Film Festival | – | [ 5 ]  |
| 1991                                 | Gefangene des Meeres film dokumentalny | reżyser, scenarzysta                  | – | – | [ 6 ]  |
| 1992                                 | Donusa                                 | reżyser, scenarzysta                  | - 1992: Międzynarodowy Festiwal Filmowy w Locarno – Youth Jury Award | - 1992: Międzynarodowy Festiwal Filmowy w Locarno – Złoty Lampart - 1992: Międzynarodowy Festiwal Filmowy w Salonikach – Złoty Aleksander                                                    | [ 7 ]  |
| 1997                                 | Verspielte Nächte                      | reżyser, scenarzysta                  | - 1997: Międzynarodowy Festiwal Filmowy w Salonikach - Best Film - Best Director - Best Screenplay | - 1997: Międzynarodowy Festiwal Filmowy w Salonikach – Złoty Aleksander | [ 8 ]  |
| 1997                                 | Tänze der Nacht film dokumentalny      | reżyser, scenarzysta, operator kamery | – | – | [ 5 ]  |
| 1999                                 | Heimlicher Tanz                        | reżyser, scenarzysta                  | – | – | [ 5 ]  |
| 2001                                 | Allein unter Männern                   | reżyser                               | – | – | [ 5 ]  |
| 2002                                 | Messerscharf – Tödliche Wege der Liebe | reżyser                               | – | – | [ 5 ]  |
| 2006                                 | Eduart                                 | reżyser, scenarzysta                  | - 2006: Międzynarodowy Festiwal Filmowy w Salonikach - FIPRESCI Prize - Greek Section - Best Film - Best Director - Best Screenplay - Greek Union of Film and Television Technicians Award - 2007: Montpellier Mediterranean Film Festival - Golden Antigone - Youth Audience Award - 2007: Montpellier Mediterranean Film Festival - Golden Antigone - Youth Audience Award - 2008: Method Fest - Special Mention - 2008: Los Angeles Greek Film Festival (LAGFF) – Orpheus Award - Best Feature Film - Best Director - 2008: London Greek Film Festival – Festival Prize - Best Fiction Feature Film | - 2007: Tallinn Black Nights Film Festival - Grand Prize - 2007: Międzynarodowy Festiwal Filmowy w Moskwie - Złoty Święty Jerzy - 2008: Nuremberg Film Festival „Turkey-Germany” - Best Film | [ 10 ] |
| 2020                                 | Unknown Athenians film dokumentalny    | reżyser, scenarzysta, producent       | – | – | [ 11 ] |
| 2020                                 | Green Sea                              | reżyser, scenarzysta, producent       | – | – | [ 12 ] |